# EG EuroGenerici
La EG EuroGenerici, o semplicemente EG, è un'azienda farmaceutica italiana fondata nel 1998 dal gruppo STADA. L'azienda è specializzata nella produzione e nel commercio di medicinali equivalenti.

## Storia
La storia della EG EuroGenerici è legata a quella del gruppo STADA, azienda tedesca fondata nel 1895 a Dresda da un gruppo di farmacisti riuniti in una cooperativa. L'azienda, nel 1975, entra nel mercato dei farmaci generici, divenendo in poco tempo l'azienda leader nel settore a livello internazionale. Nel 1998 il gruppo fonda la EG in Italia.